# Snik snak
Snik snak è un singolo del rapper danese Gilli, pubblicato il 26 giugno 2020.

## Tracce
1. Snik snak – 2:43